# Filip Jaślar

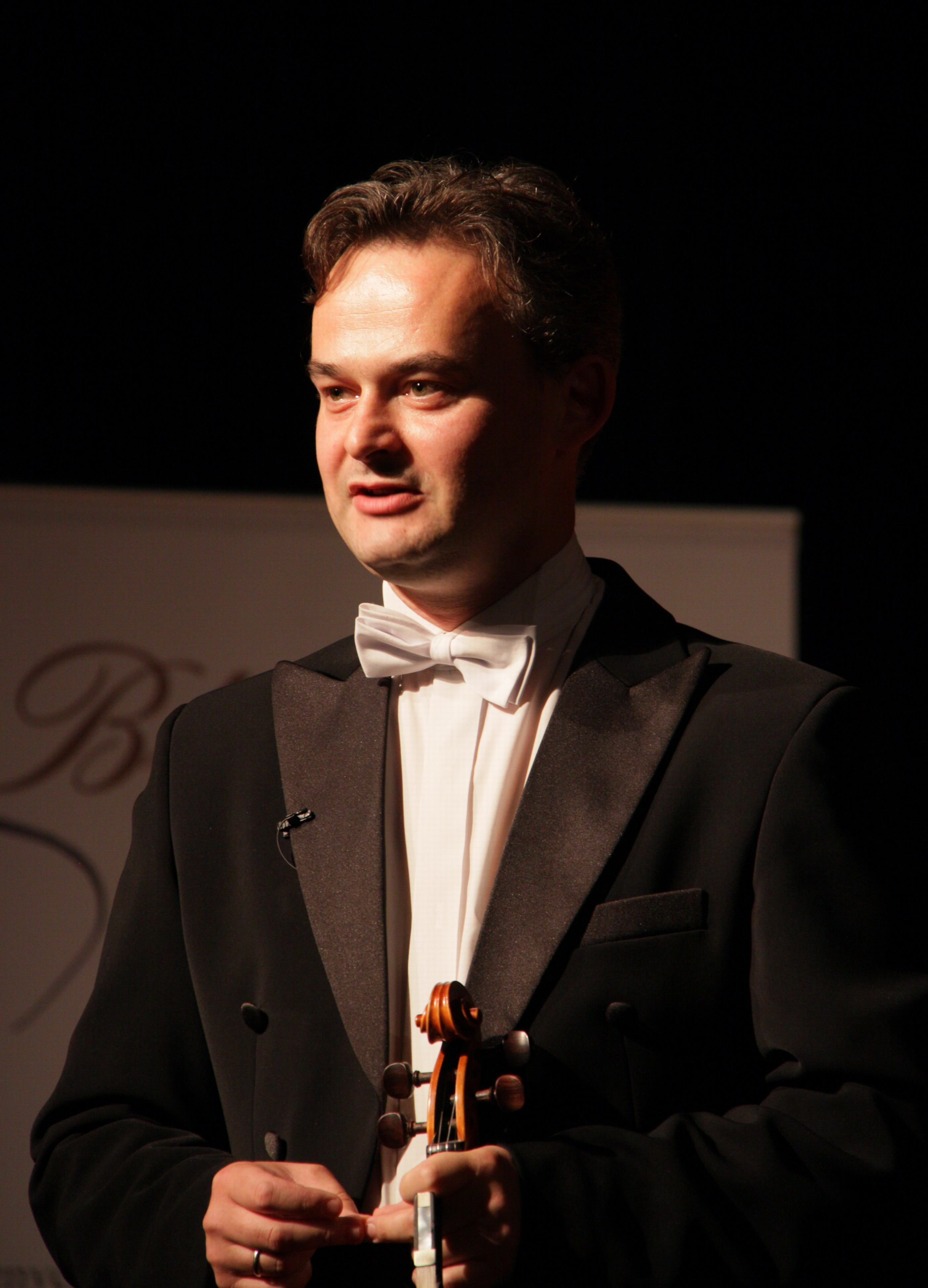
Jaslar in 2011.

Filip Jaślar (geboren op 29 augustus 1972 in Warschau) is een Pools muzikant die de eerste viool speelt in het Poolse strijkkwartet MozART group. 

## Carrière
Jaślar studeerde aan de Frédéric Chopinuniversiteit voor Muziek in Warschau. In 1995 begon hij de MozART group samen met drie andere Poolse muzikanten. In deze groep combineren Jaślar en zijn collega-muzikanten klassieke muziek met humor. 

## Persoonlijk
Jaślar heeft een vrouw, Anette, en twee kinderen: Kacpra i Marię. Zijn vader is auteur Krzysztof Jaślar.